# Československá hokejová reprezentace v sezóně 1919/1920
V první poválečné sezóně 1919/20 se reprezentace Československa, která navazovala na reprezentaci Čech, zúčastnila hokejového turnaje na olympijských hrách. Poprvé se tak utkala ze zámořskými celky Kanadou 0:15 a USA 0:16. V boji o třetí místo porazili Švédy 1:0, kteří poprvé startovali na mezinárodní soutěží v kanadském hokeji.

## Přehled mezistátních zápasů
| Pořadí | Datum          | Soupeř  | Výsledek         | Soutěž                    | Místo utkání |
| ------ | -------------- | ------- | ---------------- | ------------------------- | ------------ |
| 15.    | 24. dubna 1920 | Kanada  | 0:15 (0:5, 0:10) | Letní olympijské hry 1920 | Antverpy     |
| 16.    | 28. dubna 1920 | USA     | 0:16 (0:7, 0:9)  | Letní olympijské hry 1920 | Antverpy     |
| 17.    | 30. dubna 1920 | Švédsko | 1:0 (1:0, 0:0)   | Letní olympijské hry 1920 | Antverpy     |

## Bilance sezóny 1919/20
| Soupeř  | Zápasy | Výhry | Remízy | Prohry | Skóre |
| ------- | ------ | ----- | ------ | ------ | ----- |
| Kanada  | 1      | 0     | 0      | 1      | 0:15  |
| Švédsko | 1      | 1     | 0      | 0      | 1:0   |
| USA     | 1      | 0     | 0      | 1      | 0:16  |
| Celkem  | 3      | 1     | 0      | 2      | 1:31  |

## Reprezentovali v sezóně 1919/20
| Post     | Hráč         | Zápasy | Branky | Klub                 |
| -------- | ------------ | ------ | ------ | -------------------- |
| Brankáři | Jan Peka     | 2      | 31     | Hockey Cercle Karlín |
|          | Karel Wälzer | 1      | 0      | AC Sparta Praha      |

| Post     | Hráč           | Zápasy | Branky | Klub                       |
| -------- | -------------- | ------ | ------ | -------------------------- |
| Obránci  | Jan Pallausch  | 3      | 0      | SK Slavia Praha            |
|          | Otakar Vindyš  | 3      | 0      | SK Slavia Praha            |
| Záložník | Karel Hartmann | 3      | 0      | AC Sparta Praha            |
| Útočník  | Valentin Loos  | 3      | 0      | SK Slavia Praha            |
|          | Karel Pešek    | 3      | 0      | AC Sparta Praha            |
|          | Josef Šroubek  | 3      | 1      | Česká sportovní společnost |